# معاملة المثليين في أبخازيا
يواجه الأشخاص من المثليين والمثليات ومزدوجي التوجه الجنسي والمتحولين جنسياً (اختصاراً: LGBT) في أبخازيا تحديات قانونية لا يواجهها غيرهم من المغايرين جنسيا.

## قانونية النشاط الجنسي المثلي
في عام 1933، أضيفت المادة 121 إلى القانون الجنائي، بالنسبة للاتحاد السوفياتي بأكمله، الذي يجرم صراحة الجنسية المثلية، مع ما يصل إلى خمس سنوات من العمل الشاق في السجن. في 1 يناير 1991، قامت جمهورية أبخازيا الاشتراكية السوفياتية المستقلة بتشريع النشاط الجنسي المثلي.